# パッシブデザイン
パッシブデザイン (passive design) とは、建物をとりまく自然や環境がもっているエネルギー（日射・気温・風・雨水・地熱など）を上手に利用できるように建物を設計することで、エネルギー消費を抑え、快適な生活環境や室内気候をつくろうとする設計の考え方・設計手法。

## 概要

### パッシブデザインとアクティブデザイン
パッシブデザインは、暖冷房設備や装置等に依存せず、適切な断熱や日射調整（取得と遮蔽）、通風、蓄熱等、建物そのものの工夫によって、室内環境の快適性の向上を図る。
夏期と冬期では取り組みが異なり、それぞれの季節に応じた建物の熱的性能が求められる。

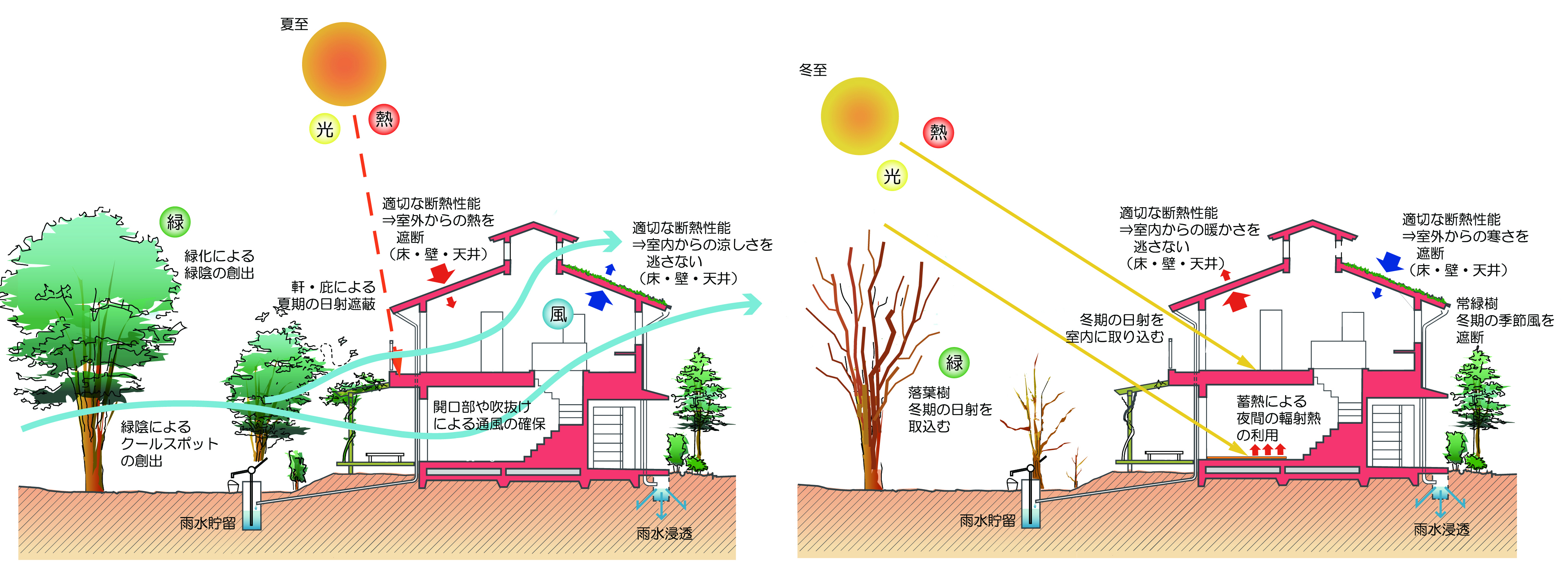
パッシブデザインを採用した住宅のイメージ（左：夏期　右：冬期）

パッシブデザインの対義語としてアクティブデザイン (active design) がある。
これは、冷暖房設備や給湯器、照明器具などを効率的に組み合わせることにより、快適な居住空間を確保することを目指している。

### パッシブデザインと環境共生住宅
環境共生住宅とは、「地球環境を保全する観点から、エネルギー・資源・廃棄物などの面で充分な配慮がなされ、また周辺の自然環境と親密に美しく調和し、住み手が主体的にかかわりながら、健康で快適に生活できるよう、パッシブデザイン手法を積極的に取り入れた工夫がされた、環境と共生するライフスタイルを実践できる住宅、およびその地域環境」を言う。

パッシブデザインと環境共生住宅の関係